# Prey for Rock & Roll
Prey for Rock & Roll è un film del 2003, diretto da Alex Steyermark e interpretato da Gina Gershon, Drea de Matteo, Lori Petty e Shelly Cole.

## Trama
Jacki è leader e cantante delle Clam Dandy, un gruppo punk rock interamente al femminile, che tenta di farsi notare nella scena musicale di Los Angeles, alla fine degli anni ottanta. Jacki ha promesso a se stessa che avrebbe abbandonato la carriera musicale se il successo non fosse arrivato entro il compimento dei quarant'anni. Dopo dieci anni di attività artistica, il compleanno in questione sta per avvicinarsi ma il successo non è stato ancora raggiunto. A questo punto Jacki non sa se continuare o mollare tutto quando si presenta la grande occasione, anche se dovrà fare i conti con problemi personali e vecchie delusioni mai cancellate.